# Костеїв
Костеїв (пол. Kościejów, давніше Koszczejów) — село у Львівському районі Львівської області. Орган місцевого самоврядування - Куликівська селищна рада. 

## Назва
18.12.1990 року за рішенням Львівської обласної ради село Костиїв перейменовано на село Костеїв.
В усіх старих документах, село має назву Кощеїв, що безумовно веде його історію до прасловянської давнини.Невідомо з яких причин, невігласи перейменували його в Костеїв.

## Географія
Через північну частину території села пропливають декілька малих потічків з заходу на схід до Куликова (впадають в Полтву). Долини цих потоків підмоклі. Сільська забудова лежить в північно-західній частині території села (висота 264 м). Південна частина території є горбистою і підноситься дещо вище (до 276 м).

## Історія
Згідно з документом 1377 року Владислав, князь Опольський подарував львівським домініканам села Кротошин, Зашків, Костеїв і 4 дворища в селі Мервичі. В цьому документі село називається пол. Kosczieiow.. Цей же князь визначає межі власності зашківської, костеївської і 4 дворищ в Мервичах, недавно перед тим подарованої домініканам, село в документі називається пол. Kosczeyow.
Король Владислав II Ягелло видав тут 8 грудня 1392 року документ, який дарує львівським домініканам корчму і мито на річці Мала Липа з умовою читання по 3 служби щотижня за нього і королеву Ядвігу. Село називається тут Koszcieiow. З документу від 1399 року можна довідатись, що Костеїв користувався магдебурзьким правом. .
У податковому реєстрі 1515 року в селі документується відсутність попа, наявність шинка, спаленого млина і 6 ланів (близько 150 га) оброблюваної землі.
В 1589 році, в селі діє місцева школа та гмінна кредитна каса з капіталом 319 злотих.
Згідно з переписом 1880 року, було 476 жителів у гміні, 19 на території панського двору (всі римо-католицького обряду, за винятком кільканадцяти греко-католиків).
Під час операції «Вісла» жителів було депортовано.

## Населення

### Мова
Розподіл населення за рідною мовою за даними перепису 2001 року:
| Мова       | Кількість | Відсоток |
| ---------- | --------- | -------- |
| українська | 220       | 100%     |

## Релігія
В 1399 р., за наказом Якуба зі Стрепи (архієпископа Галицького) почалося будівництво каплиці для римо-католицької громади (належала до Львівського деканату та архидієцезії). 
В 1430 році будівництво костелу було закінчене та було офіційно засновано парафію декретом Львівського архієпископа РКЦ Яна Жешовського.
В 1450 році згадується, що парафію обслуговував священник Іван Кондратович. 
Наступні згадки про церкву датуються 1515 та 1578 рр.
У 1589 році, архієпископ Ян Димитр Соліковський приєднав парафію до Львівської архидієцезії РКЦ. В той час до парафії належали села: Бірки, Гряда, Воля-Гомулецька, Ситихів, Зарудці, Зашків і Завадів. Божественні Літургії відправляли львівські домінікани.
Акт візитації, датований 1827 роком, повідомляє, що церкви в селі вже немає. Проте, в іншому документі 1836 року, вказано, що до західної стіни костелу добудований присінок, а до вівтаря з півночі — захристію.
Після Другої світової війни костел стояв зачинений і нищився. 

На початку 1990-х pp. автокефальна православна громада переселенців з Холмщини, з села Добужек, отримала костел в свою власність відремонтувала його.

Костел розташований на пагорбі в північній частині села. Первісно це була однонавова мурована споруда з рівношироким наві гранчастим вівтарем і внутрішньо виділеним нартексом у західній частині. Вкривав костел двосхилий дах з ажуровою сигнатуркою на гребені, завершеною бароковою маківкою. Тиньковані стіни, укріплені в пізніші часи контрфорсами, прорізали прямокутні віконні отвори з гостролуковим ґотичним завершенням. При пристосуванні костелу на церкву над східною частиною нави надбудовано два фронтони, що утворили псевдотрансепт, та вставлено на його передхресті на низькому сліпому восьмерику велику грушасту баню, завершену ліхтарем з маківкою.
На південний захід від споруди, на краю горба розташована муровна стінна дзвіниця на два аркові прорізи для дзвонів. Із півдня на подвір’ї розташована скульптура Пр. Богородиці.
До об'єднавчого собору українських православних церков (15 грудня 2018) належав до УАПЦ (Української автокефальної православної церкви).
На даний час церква належить громаді ПЦУ (Православної церкви України).

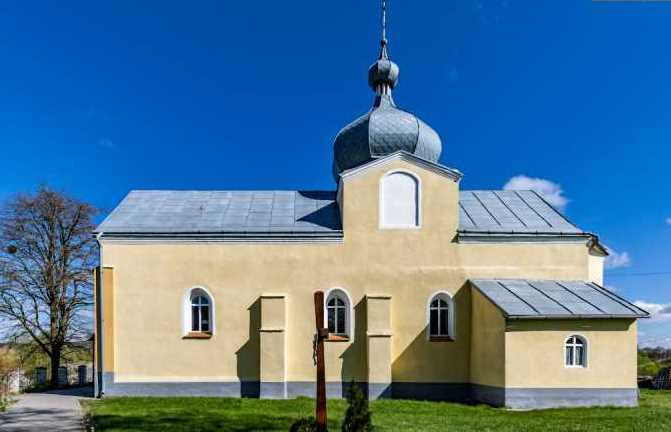
Церква Святого Пророка Іллі ПЦУ села Костеїв. Сучасний стан.